# Campeonato Mundial de Remo de 2000
El XXX Campeonato Mundial de Remo se celebró en Zagreb (Croacia) entre el 1 y el 6 de agosto de 2000 bajo la organización de la Federación Internacional de Sociedades de Remo (FISA) y la Federación Croata de Remo.
Las competiciones se realizaron en el canal de remo del lago Jarun, ubicado al sur de la capital croata. Sólo se compitió en las categorías no olímpicas.

## Medallistas

### Masculino
| Evento                       | Oro | Plata | Bronce |
| ---------------------------- | --- | --- | --- |
| Dos con timonel M2+          | Matthew Guerrieri Kurt Borcherding Nicholas Anderson (t) Estados Unidos 7:07,15                                                                                  | Daniel Măstăcan · Nicolae Țaga · Marin Gheorghe (t) · Rumania · 7:10,11                                                                        | Bernard Roche Vincent Maliszewski Anthony Cornet (t) Francia 7:10,66                                                                               |
| Cuatro con timonel M4+       | Graham Smith Stephen Williams Toby Garbett Richard Dunn Alistair Potts (t) Reino Unido 6:16,82                                                                   | Ryan Torgerson Garrett Klugh James Neil Ben Holbrook Jeffrey Lindy (t) Estados Unidos 6:18,53                                                  | Lars Erdmann · Lars Krisch · Andreas Werner · Wolfram Huhn · Jörg Dederding (t) · Alemania · 6:21,57                                               |
| Scull individual ligero LM1X | Michal Vabroušek · República Checa · 7:21,32 | Sam Lynch Irlanda 7:22,02 | Ľuboš Podstupka · Eslovaquia · 7:27,94 |
| Cuatro scull ligero LM4X     | Takehiro Kubo Hitoshi Hase Daisaku Takeda Kazuaki Mimoto Japón 6:06,43                                                                                           | Simone Forlani · Daniele Gilardoni · Mauro Baccelli · Franco Sancassani · Italia · 6:08,84                                                     | Alberto Domínguez Lorenzo · Juan Luis Aguirre · Rubén Álvarez Hoyos · Juan Zunzunegui · España · 6:09,34                                           |
| Dos sin timonel ligero LM2-  | Ben Storey · Edward Winchester · Canadá · 6:49,55 | Peter Haining Nicholas Strange Reino Unido 6:50,18                                                                                             | Jesper Krogh Morten Hansen Skov Dinamarca 6:50,26                                                                                                  |
| Ocho con timonel ligero LM8+ | Erik Miller David Mack John Cashman Gabriel Winkler William Fedyna Martin Schwartz Angus Maclaurin Stephen Warner Joshua Fien-Helfman (t) Estados Unidos 5:55,04 | Phil Baker Matt Beechey James Brown Ned Kittoe Stephen Lee James McGarva James McNiven Tom Middleton Christian Cormack (t) Reino Unido 5:58,06 | Andrew Black Shane Broad Andrew Butler Benjamin Cureton Glen Loftus Karl Parker Matthew Russell Michael Wiseman Kenneth Chan (t) Australia 5:59,70 |

### Femenino
| Evento                       | Oro                                                                                          | Plata                                                                                     | Bronce                                                                                |
| ---------------------------- | -------------------------------------------------------------------------------------------- | ----------------------------------------------------------------------------------------- | ------------------------------------------------------------------------------------- |
| Cuatro sin timonel W4-       | Marina Znak · Natalia Helaj · Iryna Bazyleuskaya · Olga Tratsevskaya · Bielorrusia · 6:44,90 | Iwona Tybinkowska · Honorata Motylewska · Aneta Bełka · Iwona Zygmunt · Polonia · 6:47,16 | Marioara Popescu · Crina Serediuc · Doina Spîrcu · Aurica Bărăscu · Rumania · 6:49,90 |
| Scull individual ligero LW1X | Laila Finska-Bezerra · Finlandia · 88:13,50                                                  | Angelika Brand · Alemania · 8:20,53                                                       | Sinéad Jennings Irlanda 8:24,30                                                       |
| Cuatro scull ligero LW4X     | Maja Darmstadt · Michelle Darvill · Karin Stephan · Anna Kleinz · Alemania · 6:54,16         | Eliza Blair Sally Causby Amber Halliday Catriona Roach Australia 6:56,78                  | Song Xiujuan Sun Yue Wang Yanni Tan Meiyun China 6:58,21                              |
| Dos sin timonel ligero LW2-  | Malindi Myers Miriam Taylor Reino Unido 7:32,93                                              | Stacey Borgman Catherine Humblet Estados Unidos 7:35,80                                   | Gunda Reimers · Janet Radünzel · Alemania · 7:49,94                                   |

## Medallero
| Núm. | País            | Oro | Plata | Bronce | Total |
| ---- | --------------- | --- | ----- | ------ | ----- |
| 1    | Estados Unidos  | 2   | 2     | 0      | 4     |
| 1    | Reino Unido     | 2   | 2     | 0      | 4     |
| 3    | Alemania        | 1   | 1     | 2      | 4     |
| 4    | Bielorrusia     | 1   | 0     | 0      | 1     |
| 4    | Canadá          | 1   | 0     | 0      | 1     |
| 4    | Finlandia       | 1   | 0     | 0      | 1     |
| 4    | Japón           | 1   | 0     | 0      | 1     |
| 4    | República Checa | 1   | 0     | 0      | 1     |
| 9    | Australia       | 0   | 1     | 1      | 2     |
| 9    | Irlanda         | 0   | 1     | 1      | 2     |
| 9    | Rumania         | 0   | 1     | 1      | 2     |
| 12   | Italia          | 0   | 1     | 0      | 1     |
| 12   | Polonia         | 0   | 1     | 0      | 1     |
| 14   | China           | 0   | 0     | 1      | 1     |
| 14   | Dinamarca       | 0   | 0     | 1      | 1     |
| 14   | Eslovaquia      | 0   | 0     | 1      | 1     |
| 14   | España          | 0   | 0     | 1      | 1     |
| 14   | Francia         | 0   | 0     | 1      | 1     |
|      | TOTAL           | 10  | 10    | 10     | 30    |